# Eddie Murphy
Edward Regan Murphy, més conegut com a Eddie Murphy (3 d'abril del 1961, Brooklyn, Nova York, Estats Units) és un actor, director, cantant i comediant estatunidenc.

## Biografia
Eddie Murphy començà la carrera a 16 anys. A tan sols 19 anys fou contractat com a humorista per la cadena de televisió NBC dels Estats Units per a aparèixer al programa Saturday Night Live. Abandonà el programa durant la temporada 1983-84. El 1993 enregistra una cançó amb Michael Jackson.
Després del seu passatge per Saturday Night Live, protagonitzà diversos films, entre els quals Beverly Hills Cop, per la qual fou nominat al Globus d'Or al millor actor de comèdia. També fou nominat per les pel·lícules 48 Hrs., Trading Places i El professor guillat. El 2007 finalment guanyà el Globus d'Or al millor actor de repartiment pel seu paper fictici del cantant de soul James "Thunder" Early a la pel·lícula Dreamgirls, i va rebre també una nominació a l'Òscar pel mateix paper.
Murphy es destaca com a actor comediant amb una gran espontaneïtat i empatia.
Com a actor de veu per a pel·lícules d'animació, prestà la seva veu a l'ase a Shrek i les seves seqüeles, i al drac Mushu a la pel·lícula de Disney: Mulan.

## Filmografia
| Televisió i vídeo | Televisió i vídeo          | Televisió i vídeo | Televisió i vídeo |
| Any               | Títol                      | Paper             | Notes             |
| ----------------- | -------------------------- | ----------------- | ----------------- |
| 1980–1984         | Saturday Night Live        |                   |                   |
| 1983              | Eddie Murphy: Delirious    |                   |                   |
| 1987              | Eddie Murphy Raw           |                   |                   |
| 1989              | What's Alan Watching?      |                   |                   |
| 1993              | Dangerous - The Curt Films | faraó d'Egipte    |                   |
| 1999–2001         | The PJs                    | Thurgood Stubbs   | Veu               |
| 2007              | Shrek the Halls            | Donkey            | Veu               |

| Cinema | Cinema                                     | Cinema | Cinema                     |
| Any    | Pel·lícula                                 | Paper | Notes                      |
| ------ | ------------------------------------------ | --- | -------------------------- |
| 1982   | Límit: 48 hores                            | Reggie Hammond |                            |
| 1983   | Trading Places                             | Billy Ray Valentine |                            |
| 1983   | Eddie Murphy Delirious                     | ell mateix | També productor            |
| 1984   | La millor defensa (Best Defense)           | Tinent T.M. Landry |                            |
| 1984   | Beverly Hills Cop                          | Axel Foley |                            |
| 1986   | The Golden Child                           | Chandler Jarrell |                            |
| 1987   | Beverly Hills Cop II                       | Axel Foley |                            |
| 1987   | Eddie Murphy Raw                           | ell mateix | També productor            |
| 1988   | Coming to America                          | Príncep Akeem/Clarence/Randy Watson/Saul |                            |
| 1989   | Nits de Harlem (Harlem Nights)             | Quick | També director i guionista |
| 1990   | 48 hores més                               | Reggie Hammond |                            |
| 1992   | Boomerang                                  | Marcus Graham |                            |
| 1992   | The Distinguished Gentleman                | Thomas Jefferson Johnson |                            |
| 1994   | Beverly Hills Cop III                      | Axel Foley |                            |
| 1995   | Vampire in Brooklyn                        | Maximillian/Preacher Pauly/Guido | També Productor            |
| 1996   | El professor guillat (The Nutty Professor) | Professor Sherman Klump/Buddy Love/ Lance Perkins/Cletus 'Papa' Klump/ Anna Pearl 'Mama' Jensen Klump/ Ida Mae 'Granny' Jensen/Ernie Klump, Sr. | També productor            |
| 1997   | Metro                                      | Insp. Scott Roper |                            |
| 1998   | Mulan                                      | Mushu | (veu)                      |
| 1998   | Doctor Dolittle                            | Doctor Dolittle |                            |
| 1998   | Holy Man                                   | G |                            |
| 1999   | Life                                       | Rayford "Ray" Gibson | També productor            |
| 1999   | Bowfinger                                  | Kit Ramsey/Jeffernson 'Jiff' Ramsey |                            |
| 2000   | Nutty Professor II: The Klumps             | Professor Sherman Klump/Buddy Love/ Lance Perkins/Cletus 'Papa' Klump/ Anna Pearl 'Mama' Jensen Klump/ Ida Mae 'Granny' Jensen/Ernie Klump      | També productor            |
| 2001   | Shrek                                      | Donkey | (veu)                      |
| 2001   | Dr. Dolittle 2                             | Doctor Dolittle |                            |
| 2002   | Showtime                                   | Oficial Trey Sellers |                            |
| 2002   | Pluto Nash                                 | Pluto Nash |                            |
| 2002   | Soc espia (I Spy)                          | Kelly Robinson |                            |
| 2003   | Papa cangur (Daddy Day Care)               | Charles "Charlie" Hinton |                            |
| 2003   | The Haunted Mansion                        | Jim Evers |                            |
| 2004   | Shrek 2                                    | Donkey | (veu)                      |
| 2006   | Dreamgirls                                 | James 'Thunder' Early |                            |
| 2007   | Norbit                                     | Norbit Rice/Rasputia Latimore-Rice/Mr. Wong | També productor            |
| 2007   | Shrek Tercer                               | Donkey | (veu)                      |
| 2008   | Meet Dave                                  | Starship Dave, capità |                            |
| 2009   | Imagine That                               | Evan Danielson |                            |
| 2010   | Shrek, feliços per sempre                  | Donkey | (veu)                      |
| 2010   | A Thousand Words                           | Frank Stanfred |                            |
| 2011   | Tower Heist                                | Leo Dalphael |                            |

## Premis

### Premis Òscar
| Any  | Categoria              | Pel·lícula | Resultat |
| ---- | ---------------------- | ---------- | -------- |
| 2006 | Millor actor secundari | Dreamgirls | Candidat |

### Premis Globus d'Or
| Any  | Categoria                         | Pel·lícula           | Resultat  |
| ---- | --------------------------------- | -------------------- | --------- |
| 2007 | Millor actor secundari            | Dreamgirls           | Guanyador |
| 1996 | Millor actor de comèdia o musical | El professor guillat | Candidat  |
| 1990 | Millor actor de comèdia o musical | 48 hrs.              | Candidat  |
| 1984 | Millor actor de comèdia o musical | Beverly Hills Cop    | Candidat  |
| 1983 | Millor actor de comèdia o musical | Trading Places       | Candidat  |

### Premis BAFTA
| Any  | Categoria              | Pel·lícula | Resultat |
| ---- | ---------------------- | ---------- | -------- |
| 2001 | Millor actor secundari | Shrek      | Candidat |

### Premi del Sindicat d'Actors
| Any  | Categoria              | Pel·lícula | Resultat  |
| ---- | ---------------------- | ---------- | --------- |
| 2006 | Millor repartiment     | Dreamgirls | Candidat  |
| 2006 | Millor actor secundari | Dreamgirls | Guanyador |